# Bryologie
La bryologie (du grec bruon, mousse) est une branche de la botanique consacrée à l'étude des bryophytes (vulgairement dénommées mousses) qui regroupent :
1. les mousses au sens strict
2. les anthocérotes
3. les hépatiques

On distingue la bryologie génétique qui se pratique exclusivement en laboratoire, de la bryologie de terrain.
Le bryologue est généralement un botaniste qui a choisi de se spécialiser en bryologie.

## Histoire
Connues et utilisées depuis la nuit des temps, les bryophytes ne font l'objet d'une attention particulière que depuis la fin du XVIIIe siècle qui voit l'étude des mousses devenir un passe-temps des gens aisés ou des naturalistes. Le seul ouvrage consacré exclusivement aux mousses avant étant l'Historia muscorum de Dillenius publié en 1741. Au cours des siècles précédents, les bryophytes, comme les autres cryptogames (taxon désormais non valide comprenant les algues, les lichens, les fougères), sont en effet peu étudiées compte tenu de leur petitesse, de leur organe reproducteur non visible et du peu d'avantages que l'Homme arrive à en tirer. Groupe mal connu et souvent négligé lors des inventaires naturalistes, l'étude de la bryoflore n'intéresse pas les botanistes : les flores locales qui vulgarisent la bryologie ne se développent qu'au XIXe siècle.
Johannes Hedwig, « père de la bryologie », clarifie le système reproducteur des mousses (Fundamentum historiae naturalist muscorum) grâce au développement de la microscopie optique et dresse la première taxonomie en 1782, en en faisant un ensemble véritablement naturel, subdivisé en Musci frondosi (Mousses) et Musci hepatici (Hépatiques). En 1789, Jussieu propose une classification naturelle  dans son Genera plantarum, et est le premier à utiliser le terme de mousse pour représenter cet ensemble qu'il classe dans les « plantes sans fleurs » avec les Fungi (champignons), Algae (algues) et Filices (fougères). Le terme Bryophyte est inventé en 1864 par le botaniste allemand Alexander Braun qui accole deux mots grecs, bryo signifiant mousse et phytos qui signifie plante. Son confrère Schimper, principal auteur du Bryologia europaea publié entre 1835 et 1856, ouvrage de référence pour la nomenclature des espèces, les classe en 1879 dans un groupe spécifique au sein du règne végétal.
En France, le botaniste Pierre Tranquille Husnot fonde en 1874 la Revue Bryologique, premier périodique consacré aux bryophytes. Les études bryologiques couvrent actuellement différents domaines : floristique (étude de la bryoflore), utilisation des outils moléculaires et de la génétique des populations, approche écologique (mousses comme bioindicateurs)….
Alors qu'elles font partie du patrimoine naturel qui fournit des services écosystémiques et que même dans les lieux où le recouvrement muscinal est faible, la bryodiversité est importante, les bryophytes sont encore négligées par le grand public, la bryologie ne bénéficiant que d'une diffusion confidentielle.

## Recherche
Les recherches incluent leur systématique, l'étude des mousses en tant que bioindicateur, le séquençage de l'ADN, et leur interdépendance avec d'autres espèces végétales ou animales.
C'est ainsi que l'on a par exemple découvert le régime carnivore de certaines espèces de mousses.
Les classifications phylogénétiques récentes intègrent les bryophytes dans le taxon monophylétique des Embryophytes, plantes terrestres comprenant les « cryptogames » (Bryophytes et Ptéridophytes).
La systématique phylogénétique suggère que les bryophytes qui ont colonisé la terre ferme représentent le lien entre un groupe d'algues évoluées, les Characées et les plantes vasculaires. Elle a permis de constater également que les bryophytes forment un groupe paraphylétique (la monophylie ou la polyphylie de ce taxon a longtemps été discutée), abandonné par les cladistes mais conservé comme grade évolutif par les systématiciens évolutionnistes. Il comporte trois phylums, les Marchantiophytes (hépatiques), les Bryophytes s.s. (mousse, sphaigne) et les Anthocérotophytes (anthocérotes).
L'Université de Bonn en Allemagne est un important centre de recherche en bryologie[réf. souhaitée].

### Vidéographie
- [Initiation à la bryologie de terrain avec Philippe De Zuttere ], Vidéo de la fondation bryologique Philippe De Zuttere ; film de vulgarisation, Tango Vidéo; disponible sur YouTube, par Benoit Huc
- [Les bryophytes, ces plantes secrètes qui nous entourent ], Vidéo de la fondation bryologique Philippe De Zuttere ; film de vulgarisation, Tango Vidéo ; disponible sur YouTube